# Camargo (Boliwia)
Camargo – miasto w Boliwii, w departamencie Chuquisaca, w prowincji Nor Cinti.